# Alonso de Alvarado (distrito)
Alonso de Alvarado é um distrito do Peru, departamento de San Martín, localizada na província de Lamas.

## Transporte
O distrito de Alonso de Alvarado é servido pela seguinte rodovia:
- PE-5N, que liga o distrito de Chanchamayo (Região de Junín) à Ponte Integración (Fronteira Equador-Peru) - e a rodovia equatoriana E682 - no distrito de Namballe (Região de Cajamarca)
- SM-101, que liga o distrito à cidade de San Martín [1][2][3]